# Leolimnophila
Leolimnophila es un género de dípteros nematóceros perteneciente a la familia Limoniidae. Se distribuye por Australia.

## Especies
- Contiene las siguientes especies:
- L. pantherina (Alexander, 1922)
- L. tigris Theischinger, 1996